# Crystal Cup
La Crystal Cup est une course cycliste américaine disputée sur une journée dans le comté d'Arlington. Créée en 2007, cette compétition est organisée dans le cadre de l'Armed Forces Cycling Classic, une série d'épreuves cyclistes organisées chaque année au mois de mai dans cet État. Elle est inscrite au calendrier de l'USA Cycling Pro Road Tour.
Elle a fait partie du calendrier de l'UCI America Tour en 2008 et 2009, en catégorie 1.2.

## Palmarès

### Élites Hommes
| Année                        | Vainqueur             | Deuxième              | Troisième         |
| Crystal City Classic         |                       |                       |                   |
| ---------------------------- | --------------------- | --------------------- | ----------------- |
| 2007                         | Kyle Wamsley          | Jon Hamblen           | Peter Cannel      |
| US Air Force Cycling Classic |                       |                       |                   |
| 2008                         | Lucas Sebastián Haedo | Kyle Wamsley          | Alex Candelario   |
| 2009                         | Shawn Milne           | Charles Dionne        | Scott Zwizanski   |
| 2010                         | Jake Keough           | Hilton Clarke         | Karl Menzies      |
| Crystal City Classic         |                       |                       |                   |
| 2011                         | Jake Keough           | Hilton Clarke         | Robert Förster    |
| Crystal City Cup             |                       |                       |                   |
| 2012                         | Jake Keough           | Hilton Clarke         | Carlos Alzate     |
| Crystal Cup                  |                       |                       |                   |
| 2013                         | Juan José Haedo       | Daniel Holloway       | Luis Amarán       |
| 2014                         | Kiel Reijnen          | Demis Alemán          | Bobby Lea         |
| 2015                         | Hilton Clarke         | Karl Menzies          | Luis Amarán       |
| 2016                         | Tyler Magner          | Bobby Lea             | Orlando Garibay   |
| 2017                         | Tyler Magner          | Lucas Sebastián Haedo | Brandon Feehery   |
| 2018                         | Cory Williams         | John Murphy           | Kevin Goguen      |
| 2019                         | Eric Young            | Ulises Castillo       | Hugo Scala Jr     |
| 2020                         | annulé                |                       |                   |
| 2021                         | Connor Sallee         | Tyler Stites          | Alec Cowan        |
| 2022                         | Tyler Magner          | Alfredo Rodríguez     | Danny Estevez     |
| 2023                         | Cory Williams         | Dušan Kalaba          | Daniel Summerhill |
| 2024                         | Alfredo Rodríguez     | Dušan Kalaba          | Scott McGill      |

### Élites Femmes
| Année                        | Vainqueur         | Deuxième             | Troisième            |
| Crystal City Classic         |                   |                      |                      |
| ---------------------------- | ----------------- | -------------------- | -------------------- |
| 2007                         | Laura Van Gilder  | Anna Lang            | Sarah Caravella (en) |
| US Air Force Cycling Classic |                   |                      |                      |
| 2008-2009                    | non disputé       | non disputé          | non disputé          |
| 2010                         | Robin Farina (en) | Catherine Cheatley   | Erin Sillman         |
| Crystal City Classic         |                   |                      |                      |
| 2011                         | Leah Kirchmann    | Joëlle Numainville   | Lauren Tamayo        |
| Crystal City Cup             |                   |                      |                      |
| 2012                         | Sarah Fader       | Joanne Kiesanowski   | Leah Kirchmann       |
| Crystal Cup                  |                   |                      |                      |
| 2013                         | Lauren Stephens   | Lindsay Bayer        | Sara Tussey (en)     |
| 2014                         | Tina Pic          | Kendall Ryan         | Laura Van Gilder     |
| 2015                         | Coryn Rivera      | Kendall Ryan         | Christy Keely        |
| 2016                         | Kimberley Wells   | Coryn Rivera         | Kendall Ryan         |
| 2017                         | Laura Van Gilder  | Lauretta Hanson      | Íngrid Drexel        |
| 2018                         | Kendall Ryan      | Laura Jorgensen (en) | Georgia Baker        |
| 2019                         | Kendall Ryan      | Natalie Redmond (en) | Harriet Owen         |
| 2020                         | annulé            |                      |                      |
| 2021                         | Kendall Ryan      | Maggie Coles-Lyster  | Skylar Schneider     |
| 2022                         | Kendall Ryan      | Alexis Ryan          | Marlies Mejías       |
| 2023                         | Marlies Mejías    | Kendall Ryan         | Sarah Van Dam        |
| 2024                         | Kendall Ryan      | Marlies Mejías       | Samantha Schneider   |